# Україна у вогні (фільм, 2016)
«Україна у вогні» (англ. «Ukraine on Fire») — американський конспірологічний документальний фільм 2016 року режисера Ігоря Лопатьонка, продюсер фільму — Олівер Стоун.
Фільм був представлений на кінофестивалі у Таорміні (Сицилія, Італія) і набув значної популярності в Росії.

## Сюжет
Фільм представляє конспірологічну версію історії України та, частково, США, з часів початку Другої світової війни до Революції гідності включно і подає українські революції 2004 і 2014 років як організовані повстання, спровоковані ззовні й сплановані за участю США. Події Революції гідності подані з погляду російського президента Володимира Путіна, та колишніх представників влади України Віктора Януковича, Віталія Захарченка.

## Конспірологічні та пропагандистські методи
У фільмі ототожнюються поняття націоналізм та нацизм.
У фільмі безапеляційно подаються наступні тези:
- Побиття студентів на Майдані відбулося за наказом тодішнього мера Києва Олександра Попова, який міг отримати наказ лише від Сергія Льовочкіна, який, своєю чергою, користується особливою прихильністю американської влади.
- Перші постріли під час Революції гідності пролунали з консерваторії, яка перебувала під контролем представників Майдану.
- Малазійський Boeing 777 був збитий ракетою, яка перебуває на озброєнні ЗС України й не використовується ЗС Росії.